# Подере ла Наве-Ла Торе (Фиренца)
Подере ла Наве-Ла Торе је насеље у Италији у округу Фиренца, региону Тоскана.
Према процени из 2011. у насељу је живело 42 становника. Насеље се налази на надморској висини од 63 м.